# Candidatura norteamericana para la Copa Mundial de Fútbol 2026
United 2026 (traducido como: Unidos 2026) también conocida como Canadá-Estados Unidos-México 2026 es la candidatura ganadora para la celebración de la Copa Mundial de Fútbol de 2026. Será la primera ocasión en la cual el torneo de fútbol mundial sea organizado por tres naciones tras ser seleccionada previo al inicio de la Copa Mundial de Fútbol de 2018.
La propuesta fue oficializada el 10 de abril de 2017. Al ser el primer mundial que contará con 48 equipos el calendario constará de 80 partidos, el comité organizador determinó otorgar 60 juegos a Estados Unidos y 10 a Canadá y México respectivamente, se debe destacar que a partir de la ronda de cuartos de final todos los cotejos se celebrarán en territorio estadounidense, sin embargo, el número de partido otorgados a cada nación podría variar si la FIFA lo determina.

## Antecedentes
Los tres países habían mostrado intención de organizar el evento en 2018, 2022 o 2026 por su propia cuenta.
La Asociación Canadiense de Fútbol anunció en abril de 2012 que competiría por organizar el evento en 2026. En octubre de 2013, el país confirmó que continuaría con sus intenciones y finalmente en enero de 2014 se volvió a insistir en la posibilidad de organizar el Mundial. Los canadienses apuntalaron su candidatura por las experiencias previas de haber organizado los campeonatos mundiales varoniles Sub-16 en 1987 y Sub-20 en 2007 y las copas del mundo femeninas Sub-19 en 2002, Sub-20 en 2014 y el Campeonato Mundial en 2015.
Por su parte, en 2007 los Estados Unidos habían mostrado intenciones de presentar una candidatura para organizar la Copa del Mundo de 2018, en enero de 2009 la Federación Estadounidense de Fútbol amplió su oferta al Campeonato Mundial de 2022. Sin embargo, en octubre de 2010 los directivos determinaron presentarse únicamente a la competencia para organizar el evento en 2022. La candidatura estadounidense llegó al proceso final de selección siendo derrotada en la última ronda por Catar tras perder la votación por 14 a 8. Tras esto, la nación estadounidense volvió a plantear la posibilidad de organizar el mundial por su propia cuenta en 2026. El país organizó la Copa Mundial de Fútbol de 1994.
La Federación Mexicana de Fútbol anunció en enero de 2009 su intención de contender por la organización de la Copa del Mundo de Fútbol en 2018 o 2022 aprovechando la experiencia previa de haber organizado las Copas Mundiales de 1970 y 1986, sin embargo el país se retiró como consecuencia de la crisis económica y al tener una propuesta calificada como "deficiente" por los organismos reguladores del fútbol. En marzo de 2016, el empresario Emilio Azcárraga Jean dio a conocer que el país podría organizar el campeonato mundial de fútbol en 2026, situación que se confirmó en el mismo mes por parte de Decio de María, presidente de la federación de fútbol.
En noviembre de 2015, las autoridades del fútbol mexicano hablaron de una candidatura binacional que únicamente tomaría en cuenta a Estados Unidos y México, aprovechando la buena relación que existía entonces entre los dos países, las cuales ya se habían aprovechado en 2013 para plantear una precandidatura conjunta de cara a la organización de los Juegos Olímpicos de 2024, que hubiera tenido como sede las ciudades de Tijuana y San Diego, sin embargo las intenciones fueron canceladas al darse a conocer por parte del COI la prohibición de una candidatura compartida entre dos países y por la decisión del Comité Olímpico Estadounidense de apoyar la candidatura presentada por la ciudad de Los Ángeles, cercana a San Diego.

## Proceso de selección
El proceso de selección de la sede del Mundial del 2026 fue confirmado el 10 de mayo de 2016 después de haber sufrido retrasos como consecuencia de los escándalos de corrupción que afectaron a la FIFA. Originalmente se desarrollaría en cuatro fases:
| Fecha                             | Asunto                                             |
| --------------------------------- | -------------------------------------------------- |
| Mayo de 2016 - mayo de 2018       | Desarrollo de nueva estrategia y fase de consultas |
| Junio de 2017 - diciembre de 2018 | Preparación meticulosa de las candidaturas         |
| Enero 2019 - febrero de 2020      | Evaluación de las propuestas candidatas            |
| Mayo de 2020                      | Elección de la sede                                |

Sin embargo, al no haber ninguna otra candidatura en abril de 2017, los tres países organizadores solicitaron a la FIFA acelerar el proceso de elección para que coincidiera con el congreso de la FIFA que se celebró en Moscú el 13 de junio de 2018. El 11 de mayo de 2017, las mayoría de las federaciones integradas en la FIFA aprobaron la propuesta de las naciones de la Concacaf, como consecuencia de ello el organismo rector del fútbol otorgó un proceso de tres meses para que cualquier país perteneciente a las federaciones de América del Norte, América del Sur, África y Oceanía pudieran presentar propuestas, el plazo venció el 11 de agosto de 2017, mismo día en el cual Marruecos anunció su candidatura de cara a organizar el evento, por lo que finalmente contenderán dos propuestas.
Tras la decisión de adelantar la elección a junio de 2018, la FIFA aprobó un nuevo proceso que pone el 16 de marzo de 2018 como fecha límite para la entrega de las propuestas por parte de los candidatos, entre esa fecha y finales del mes de mayo se realizará la evaluación de las candidaturas, para elegir finalmente al ganador el 13 de junio.
En caso de que ninguna de las candidaturas presentadas logre la aprobación de las federaciones se abriría un nuevo proceso de elección que permitiría contender a las federaciones de la UEFA y la Confederación Asiática de Fútbol, pero que prohibiría que repitan los mismos países o alianzas que en el primer proceso.
El 13 de junio de 2018 la FIFA anunció que la candidatura conjunta fue seleccionada, sobre la candidatura de Marruecos, como sede para el campeonato.

## Comité organizador
El 6 de julio de 2017 se presentó el denominado Comité de la Candidatura Conjunta encargado de gestionar la propuesta organizadora. El cual quedó repartido de la siguiente manera:

### Presidente Honorario
- Robert Kraft. Ejecutivo de la NFL y de la MLS. Además de ser el propietario del equipo New England Patriots del fútbol americano.

### Consejo de Administración
- Sunil Gulati. Presidente de la Federación de Fútbol de los Estados Unidos
- Victor Montagliani. Presidente de la Concacaf.
- Decio de María. Presidente de la Federación Mexicana de Fútbol.
- Don Garber. Comisionado de la Major League Soccer.
- Dan Flynn. Secretario General de la Federación de Fútbol de los Estados Unidos.
- Carlos Cordeiro. Vicepresidente de la Federación de Fútbol de los Estados Unidos.
- Donna Shalala.
- Steven Reed. Presidente de la Asociación Canadiense de Fútbol.
- Guillermo Cantú. Secretario General de la Federación Mexicana de Fútbol.
- Peter Montopoli.
- Carlos Bocanegra.
- Julie Foudy.
- Ed Foster-Simeon.

### Comité Ejecutivo
- John Kristick. Director Ejecutivo del Comité de la Candidatura Conjunta.
- Jim Brown. Director administrativo y de operaciones técnicas.
- Peter Montopoli. Director de la Candidatura en Canadá.
- Yon de Luisa. Director de la Candidatura en México.

## Sedes propuestas
El 15 de agosto de 2017, el Comité de la Candidatura Conjunta lanzó una lista de 49 estadios en 44 "mercados metropolitanos" (3 estadios en tres ciudades en México, 9 canchas en 7 zonas metropolitanas de Canadá y 37 escenarios en 34 áreas de los Estados Unidos). La oferta final se redujo a un 23 estadios y fue enviada a la FIFA en marzo de 2018. Los estadios electos deben tener una capacidad mínima de 40.000 espectadores para los partidos de primera y segunda ronda; 60.000 para los cuartos de final y semifinales; y 80.000 para los juegos de inauguración y la final.
El 5 de septiembre se confirmó la lista de sedes candidatas después del retiro de cinco estadios considerados, en Canadá la ciudad de Calgary retiró la oferta del McMahon Stadium para enfocarse en la candidatura a los Juegos Olímpicos de Invierno de 2026, mientras que la organización dio de baja las opciones del Rogers Centre en Toronto y el Estadio Saputo en Montreal; por otro lado, en Estados Unidos se presentó el retiro de dos escenarios, el Lambeau Field en Green Bay y el Qualcomm Stadium de San Diego, por lo que la lista se redujo a 44 estadios en 41 mercados metropolitanos.
El 15 de marzo de 2018 se presentó la lista definitiva de las 23 ciudades que se presentaron al proceso de selección ante la FIFA, el comité elegirá finalmente a 16 de las propuestas en caso de que la candidatura norteamericana sea la ganadora de la sede. Por países: tres sedes pertenecen a Canadá, el mismo número se encuentran en México, y finalmente 17 se localizan en Estados Unidos. Las sedes electas cuentan con estadios que ofrecen una capacidad promedio de 68 mil localidades, además, el comité aseguró que ninguna de las ciudades elegidas debe de construir nuevos estadios.

### Canadá
La candidatura canadiense postuló de manera oficial a tres estadios en el mismo número de ciudades. Inicialmente se tenían contemplados nueve escenarios en siete localidades.
| Estadio                    | Aforo                       | Ciudad    | Provincia          | Apertura                                                 | Equipos                                          | Eventos Albergados |
| -------------------------- | --------------------------- | --------- | ------------------ | -------------------------------------------------------- | ------------------------------------------------ | --- |
| Estadio de la Mancomunidad | 56,335                      | Edmonton  | Alberta            | 1978 (Renovado en 2001 y 2008) (Ampliado en 1982 y 2013) | Edmonton Eskimos †                               | Juegos de la Mancomunidad de 1978 Campeonato Mundial de Atletismo de 2001 Copa Mundial de Fútbol Sub-16 de 1987 Copa Mundial de Fútbol Sub-20 de 2007 Copa Mundial Femenina de Fútbol de 2015 Copa Mundial Femenina de Fútbol Sub-19 de 2002. |
| BMO Field                  | 28,026 (expansión a 40,148) | Toronto   | Ontario            | 2007                                                     | Toronto FC Argonautas de Toronto † Toronto FC II | Copa Mundial de Fútbol Sub-16 de 1987 Copa Mundial de Fútbol Sub-20 de 2007 Copa Mundial Femenina de Fútbol Sub-20 de 2014 Juegos Panamericanos de 2015 Copa de Oro de la Concacaf 2015                                                       |
| BC Place                   | 54,500                      | Vancouver | Columbia Británica | 1983                                                     | Vancouver Whitecaps BC Lions †                   | Juegos Olímpicos de Vancouver 2010 Juegos Paralímpicos de Vancouver 2010 Copa Mundial Femenina de Fútbol de 2015 |

Inicialmente, se presentaron las candidaturas de las ciudades de Calgary, Ottawa y Regina. Además dos ciudades que sí pasaron a la ronda final presentaron un segundo estadio como posible escenario mundialista: Toronto contó con el Rogers Centre, mientras que Montreal ofreció el Estadio Saputo y el Estadio Olímpico. El 6 de julio de 2021 Montreal se retiró de la candidatura por la falta de apoyo del gobierno de Quebec. 
Vancouver se había presentado inicialmente en la candidatura, sin embargo fue eliminada por los organizadores en julio de 2018 debido a que se consideró que no existían condiciones financieras por parte del gobierno para sostener la sede.  Sin embargo, en abril de 2022 la ciudad presentó su candidatura tras haber un acuerdo entre gobierno local y provincial, por lo que volvió a ser considerada como candidata en la lista final.

### Estados Unidos
El país presentó 17 estadios en el mismo número de ciudades (denominadas por el comité como mercados metropolitanos). En un inicio la oferta contemplaba 37 escenarios en 35 núcleos urbanos.
| Estadio                             | Aforo   | Ciudad                                      | Estado        | Apertura                                                                                | Equipos                                       | Eventos Albergados |
| ----------------------------------- | ------- | ------------------------------------------- | ------------- | --------------------------------------------------------------------------------------- | --------------------------------------------- | --- |
| Mercedez-Benz Stadium               | 75,000  | Atlanta                                     | Georgia       | 2017                                                                                    | Atlanta Falcons † Atlanta United FC           | Super Bowl LIII (2019) Peach Bowl Celebration Bowl |
| M&T Bank Stadium                    | 71,008  | Baltimore                                   | Maryland      | 1998                                                                                    | Baltimore Ravens †                            | Copa de Oro de la Concacaf 2013 Copa de Oro de la Concacaf 2015 World Football Challenge (2012) |
| Gillette Stadium                    | 65,892  | Boston (Foxborough)                         | Massachusetts | 2002                                                                                    | New England Patriots † New England Revolution | Copa Mundial Femenina de Fútbol de 2003 Copa América Centenario (2016) |
| Estadio Paul Brown                  | 65,515  | Cincinnati                                  | Ohio          | 2000                                                                                    | Cincinnati Bengals †                          | |
| AT&T Stadium                        | 105,000 | Dallas (Arlington)                          | Texas         | 2009                                                                                    | Dallas Cowboys †                              | Copa de Oro de la Concacaf 2009 Copa de Oro de la Concacaf 2011 Copa de Oro de la Concacaf 2013 Super Bowl XLV (2011) Wrestlemania 32 (2016) All-Star Game de la NBA (2010) Cotton Bowl |
| Sports Authority Field at Mile High | 76,125  | Denver                                      | Colorado      | 2001                                                                                    | Denver Broncos †                              | Copa de Oro de la Concacaf 2013 International Champions Cup 2014 |
| Estadio NRG                         | 71,500  | Houston                                     | Texas         | 2002                                                                                    | Houston Texans †                              | Copa de Oro de la Concacaf 2005 Copa de Oro de la Concacaf 2007 Copa de Oro de la Concacaf 2009 Copa de Oro de la Concacaf 2011 Copa América Centenario (2016) Super Bowl XXXVIII (2004) Super Bowl XLI (2017) WrestleMania XXV (2009). |
| Arrowhead Stadium                   | 76,416  | Kansas City                                 | Misuri        | 1972 (Renovado entre 2007 y 2010)                                                       | Kansas City Chiefs †                          | |
| Rose Bowl                           | 87,527  | Los Ángeles (Pasadena)                      | California    | 1922                                                                                    | UCLA Bruins †                                 | Copa Mundial de Fútbol de 1994 Copa Mundial Femenina de Fútbol de 1999 Juegos Olímpicos de 1932 Torneo de Fútbol Olímpico de 1984 Super Bowl XI (1977) Super Bowl XIV (1980) Super Bowl XVII (1983) Super Bowl XXI (1987) Super Bowl XXVII (1993) Copa de Oro de la Concacaf 1991 Copa de Oro de la Concacaf 2002 Copa de Oro de la Concacaf 2011 Copa de Oro de la Concacaf 2013 Copa de Oro de la Concacaf 2017 Copa América Centenario (2016) Copa Concacaf 2015 Rose Bowl. |
| Hard Rock Stadium                   | 65,767  | Miami (Miami Gardens)                       | Florida       | 1987 (Renovado en 2016)                                                                 | Miami Dolphins †                              | Super Bowl XXIII (1989) Super Bowl XXIX (1995) Super Bowl XXXIII (1999) Super Bowl XLI (2007) Super Bowl XLIV (2010) WrestleMania XXVIII (2012) Orange Bowl Masters de Miami (a partir de 2019) |
| Nissan Stadium                      | 69,143  | Nashville                                   | Tennessee     | 1999                                                                                    | Tennessee Titans †                            | Copa de Oro de la Concacaf 2017 International Champions Cup 2017 |
| MetLife Stadium                     | 82,500  | Nueva York / Nueva Jersey (East Rutherford) | Nueva Jersey  | 2010                                                                                    | New York Giants † New York Jets †             | Copa de Oro de la Concacaf 2011 Copa de Oro de la Concacaf 2015 Copa América Centenario (2016) International Champions Cup 2016 International Champions Cup 2017 Super Bowl XLVIII (2014) WrestleMania 29 (2013) |
| Camping World Stadium               | 65,000  | Orlando                                     | Florida       | 1936 (Renovado en 1999–2002 y 2014) (Ampliado en 1952, 1968, 1974–76, 1989 y 1999-2002) | Orlando City (2015–16) Orlando Pride          | Copa Mundial de Fútbol de 1994 Copa América Centenario (2016) WrestleMania XXIV (2008) WrestleMania 33 (2017) Citrus Bowl |
| Lincoln Financial Field             | 69,328  | Filadelfia                                  | Pensilvania   | 2003 (Renovado y ampliado entre 2013 y 2014)                                            | Philadelphia Eagles † Temple Owls †           | Copa Mundial Femenina de Fútbol de 2003 Copa de Oro de la Concacaf 2009 Copa de Oro de la Concacaf 2015 Copa América Centenario (2016) |
| Levi's Stadium                      | 75,000  | San Francisco / San José (Santa Clara)      | California    | 2014                                                                                    | San Francisco 49ers †                         | Copa de Oro de la Concacaf 2017 International Champions Cup 2015 Copa América Centenario (2016) Super Bowl 50 (2016) WrestleMania 31 (2015) |
| Lumen Field                         | 69,000  | Seattle                                     | Washington    | 2002                                                                                    | Seattle Seahawks † Seattle Sounders FC        | Copa de Oro de la Concacaf 2007 Copa de Oro de la Concacaf 2009 Copa de Oro de la Concacaf 2013 Copa América Centenario (2016) |
| FedExField                          | 82,000  | Washington D. C. (Landover)                 | Maryland      | 1997                                                                                    | Washington Redskins †                         | Copa Mundial Femenina de Fútbol de 1999 International Champions Cup 2014 International Champions Cup 2017 |

En la oferta inicial se presentaron las ciudades de Birmingham, Charlotte, Chicago, Cincinnati, Cleveland, Detroit, Green Bay, Indianápolis, Jacksonville, Las Vegas, Mineápolis, Nueva Orleans, Orlando, Phoenix, Pittsburgh, Salt Lake City, San Antonio, San Diego y Tampa, finalmente todas ellas se retiraron o fueron descartadas por el comité organizador. Al igual que en el caso de Canadá, dos ciudades presentaron más de un estadio como posible sede, y posteriormente fueron retirados: el Cotton Bowl en Dallas, mientras que en la ciudad de Los Ángeles, inicialmente dos escenarios fueron habían sido rechazados: el Memorial Coliseum y el SoFi Stadium, no obstante este último terminaría siendo elegido.

### México
El país designó tres estadios en el mismo número de ciudades. Fue el único de los tres candidatos que no modificó su lista inicial de escenarios ofrecidos.
| Estadio               | Aforo  | Ciudad                | Estado           | Apertura                                   | Equipos                                    | Eventos Albergados |
| --------------------- | ------ | --------------------- | ---------------- | ------------------------------------------ | ------------------------------------------ | --- |
| Estadio Azteca        | 87,000 | Ciudad de México      | Ciudad de México | 1966 (Renovado en 1986, 1999, 2013 y 2016) | Selección de México Club América Cruz Azul | Copa Mundial de Fútbol de 1970 Copa Mundial de Fútbol de 1986 Torneo de fútbol olímpico de 1968 Juegos Panamericanos de 1975 Copa FIFA Confederaciones 1999 Copa Mundial de Fútbol Juvenil de 1983 Copa Mundial de Fútbol Sub-17 de 2011 Copa de Oro de la Concacaf 1993 Copa de Oro de la Concacaf 2003 Partidos de la Temporada Regular de la NFL en 2005, 2016 y 2017. Liga de Campeones de la Concacaf Copa Libertadores Copa Sudamericana |
| Estadio Akron         | 45,364 | Guadalajara (Zapopan) | Jalisco          | 2010                                       | CD Guadalajara                             | Juegos Panamericanos de 2011 Copa Mundial de Fútbol Sub-17 de 2011 Final de la Copa Libertadores 2010 Final de la Liga de Campeones de la Concacaf 2018. |
| Estadio BBVA Bancomer | 52,237 | Monterrey (Guadalupe) | Nuevo León       | 2015                                       | CF Monterrey                               | |

- Los nombres comerciales de los estadios se mencionan aquí, pero no son usados en los documentos de la candidatura ni serían utilizados durante la Copa Mundial.
- Los aforos son estimados al momento de presentarse la lista.
- Entre paréntesis la población en la que se encuentran los estadios que forman parte de un área metropolitana, sin embargo, aparece como principal la ciudad elegida por el comité organizador en la presentación de la candidatura.
- Los equipos locales que practican un deporte distinto al fútbol y tienen como sede alguno de los estadios nominados, aparecen señalados con (†).

### Sedes excluidas durante el proceso de selección

#### Ciudades que se retiraron voluntariamente
| Estadio              | Aforo                        | Ciudad                |
| -------------------- | ---------------------------- | --------------------- |
| Soldier Field        | 61,500                       | Chicago, Illinois     |
| U.S. Bank Stadium    | 66,655 (ampliación a 73,000) | Mineápolis, Minnesota |
| Olímpico de Montreal | 61,004                       | Montreal, Quebec      |

#### Sedes que fueron rechazadas por el comité organizador (segunda fase)
Estas candidaturas se descartaron durante la Asamblea General de la Federación de Fútbol de los Estados Unidos celebrada en febrero de 2018.
| Estadio                       | Aforo                        | Ciudad                        |
| ----------------------------- | ---------------------------- | ----------------------------- |
| Bank of America Stadium       | 75,525                       | Charlotte, Carolina del Norte |
| Cotton Bowl                   | 92,100                       | Dallas, Texas                 |
| Ford Field                    | 65,000                       | Detroit, Míchigan             |
| Las Vegas Stadium             | 72,000                       | Las Vegas, Nevada             |
| Memorial Coliseum             | 93,607                       | Los Ángeles, California       |
| Hollywood Park                | 70,240 (ampliable a 100,000) | Los Ángeles, California       |
| University of Phoenix Stadium | 63,400 (ampliación a 78,600) | Phoenix, Arizona              |
| Rice-Eccles Stadium           | 48,600                       | Salt Lake City, Utah          |
| Raymond James Stadium         | 65,890 (ampliación a 75,000) | Tampa, Florida                |

#### Sedes que fueron rechazadas por el comité organizador (primera fase)
| Estadio                 | Aforo                        | Ciudad                  |
| ----------------------- | ---------------------------- | ----------------------- |
| Legion Field            | 71,594                       | Birmingham, Alabama     |
| FirstEnergy Stadium     | 67,895                       | Cleveland, Ohio         |
| Lucas Oil Stadium       | 62,421                       | Indianápolis, Indiana   |
| EverBank Field          | 69,132 (ampliación a 82,000) | Jacksonville, Florida   |
| Mercedes-Benz Superdome | 73,208 (ampliación a 76,438) | Nueva Orleans, Luisiana |
| TD Place Stadium        | 24,000                       | Ottawa, Ontario         |
| Heinz Field             | 69,690                       | Pittsburgh, Pensilvania |
| Mosaic Stadium          | 33,350 (ampliación a 40,000) | Regina, Saskatchewan    |
| Alamodome               | 64,000                       | San Antonio, Texas      |

#### Sedes contempladas por el comité que no presentaron oferta
| Estadio         | Aforo                        | Ciudad                |
| --------------- | ---------------------------- | --------------------- |
| McMahon Stadium | 35,400 (ampliación a 46,020) | Calgary, Alberta      |
| Lambeau Field   | 81,441                       | Green Bay, Wisconsin  |
| Saputo Stadium  | 20,801                       | Montreal, Quebec      |
| SDCCU Stadium   | 70,561                       | San Diego, California |
| Rogers Centre   | 54,000                       | Toronto, Ontario      |

## Críticas

### Deportivas
La candidatura conjunta se enfrentó a una serie de críticas. La principal fue la referente al reparto de juegos entre los tres países, donde se acusó a los Estados Unidos de acaparar la mayoría de los partidos (60 de 80) y dejar únicamente 20 para repartir entre Canadá y México, calificados por algunos medios de comunicación como "migajas", el malestar aumentó al darse a conocer que todos los juegos a partir de cuartos de final se programaron exclusivamente en suelo estadounidense.
Hubo algunos factores que si bien no fueron catalogados como críticas a la candidatura, sí se consideraron como perjudiciales para los intereses de la organización, entre los factores geográficos se destacaron: las preocupaciones por el tipo de pasto que tienen la mayoría de los estadios de Canadá, debido a las condiciones climatológicas del país se tiene una mayoría de canchas artificiales, lo que se creía que podría dificultar el desarrollo del juego y ha sido criticado en multitud de ocasiones por deportistas y organismos futbolísticos. Los problemas de seguridad que sufre México fueron sido otro motivo de preocupación para algunas fuentes debido a la demanda de esfuerzos policiales que son requeridos para un evento de este tipo.
Estados Unidos fue criticado en la organización de la Copa América Centenario por usar estadios con capacidades superiores a los requerimientos de algunos juegos, lo que significó entradas inferiores a un tercio del aforo de algunos recintos y la sensación de "vacío" por parte de los televidentes; el país también fue señalado por las grandes distancias que separaban a las sedes y en algunas ciudades del sur del país hubo controversias por las condiciones climatológicas del verano, donde se llegan a alcanzar temperaturas superiores a los 30 °C, factor que en este caso podría verse por el posible horario de los partidos dirigidos a países de Europa, África y una parte de Asia.
Otro factor que fue considerado como un riesgo para la candidatura fue que desde finales del siglo XX la FIFA buscó incentivar la organización de la Copa del Mundo en países "nuevos" con el objetivo de extender el desarrollo y la popularidad del fútbol, lo que paradójicamente sirvió para que los Estados Unidos obtuvieran la sede del evento en 1994, una política que se confirmó al otorgar eventos mundialistas a las candidaturas de Corea-Japón, Sudáfrica, Rusia y Catar. Al ganar el derecho para organizar el Mundial 2026 México se convirtió en sede mundialista por tercera ocasión y Estados Unidos por segunda vez, mientras que Canadá fue la nación debutante en la candidatura.
También pudo jugar en contra que la propuesta presenta una elevada cantidad de estadios planeados para albergar juegos de Fútbol americano. En suelo estadounidense no se presentarían problemas puesto que la Copa del Mundo se planea para ser disputada entre los meses de junio y julio, mientras que la pretemporada de la NFL inicia en agosto. Históricamente la Liga de futbol estadounidense se ha jugado durante parte del periodo mundialista, sin embargo, únicamente dos estadios utilizados por esta competencia están considerados para el evento (se tratan del CenturyLink Field en Seattle y el BMO Field de Toronto).

### Políticas
El proyecto también se vio implicado en las consecuencias de la llegada de Donald Trump a la Presidencia de los Estados Unidos, tras las primeras medidas de gobierno de la nueva administración, la FIFA y la UEFA advirtieron sobre posibles riesgos para la candidatura en caso de existir la prohibición de entrada para ciudadanos de cualquier país. También se temió sobre la posibilidad del fin de la candidatura conjunta ante el conflicto diplomático con México, sin embargo en abril de 2017, Trump declaró sentirse satisfecho con la alianza y expresó su total apoyo.
Algunas de las ciudades que habían formado parte de las listas preliminares para formar parte de la lista de sedes del campeonato mostraron sus críticas a la organización del evento, por ejemplo, el gobierno de la ciudad de Chicago criticó que la FIFA no ofrecía la certidumbre necesaria a los contribuyentes que financiarían las obras necesarias para el evento, también se aseguró que el organismo rector del fútbol mundial no tuvo el interés suficiente para negociar con las ciudades interesadas cualquier tipo de convenio financiero, por este motivo, la ciudad estadounidense se retiró voluntariamente de la lista de ciudades candidatas.
Por otro lado, en Canadá, el gobierno de la Provincia de Columbia Británica, región a la que pertenece la ciudad de Vancouver, también criticó al comité organizador por las condiciones financieras que podrían ser potencialmente fuertes, y las cuales serían sufragadas por los ciudadanos locales, por lo que finalmente fue excluida por los autoridades organizadoras del torneo, aunque finalmente la ciudad fue incluida en la lista final de sedes sin haber formado parte del proceso de elección, esto luego de una petición de las autoridades locales a la FIFA tras reconsiderar la retirada de la candidatura en 2017.